# جورج فورمن بزرگ
جورج فورمن بزرگ (به انگلیسی: Big George Foreman) فیلمی محصول سال ۲۰۲۳ و به کارگردانی جورج تیلمن است. در این فیلم بازیگرانی همچون کریس دیویس، جاسمین متیوز، جان ماگارو، سولیوان جونز، لارنس گیلیارد جونیور، سونیا سن، فارست ویتاکر، سام ترمل، متیو گلاو، کارلوس تاکام و تام ورچو ایفای نقش کرده‌اند.